# Лазе при Вачах
Лазе при Вачах (на словенски: Laze pri Vačah) е село в Словения, регион Средна Словения, община Лития. Според Националната статистическа служба на Република Словения през 2015 г. селото има 36 жители.